# كايين (مستعمرة هولندية)
كايين حالياً عاصمة غويانا الفرنسية بأمريكا الجنوبية، كانت منطقة تشهد تنافساً شديداً بين المستعمرين الفرنسيين والهولنديين في القرن 17. وفي 1615 أسس تيودور كليسين مستعمرة هولندية في كايين، ولكن يبدو أنهم لقوا حتفهم بسرعة. غادرت رحلة استكشافية أخرى لتأسيس مستوطنة في كايين في عام 1626، تحت قيادة كلود بريفوست.